# 永康 (漢)
永康（えいこう）は、後漢の桓帝（劉志）の治世に行われた7番目の元号。167年。

## 出来事
- 元年
  - 6月：延熹10年を永康元年と改元。李膺ら党人、皇后の父竇武のとりなしにより釈放されるも、終身禁錮に処される（第一次党錮の禁）。
  - 12月：桓帝崩御。竇皇后、皇太后となり、朝に臨む。

## 西暦・干支との対照表
| 永康 | 元年  |
| 西暦 | 167年 |
| 干支 | 丁未  |